# HESA Shahed 136
El HESA Shahed 136 (persa: شاهد ۱۳۶ literalment "testimoni") és un "dron suïcida" (un tipus d'arma també coneguda com munició rondadora). Fou dissenyat per la companyia d'aviació iraniana Shahed i el fabrica la Iran Aircraft Manufacturing Industries Corporation (HESA). En servei des del 2021, aquest dron, també conegut pel seu nom rus Geran-2 ( rus: Герань-2, és a dir, "Geranium-2"), va ser dissenyat per colpejar objectius terrestres, evadir les defenses antiaèries, en un rang d'aproximadament 2.500 km del lloc de llançament.
Els Shahed 136 es van desplegar per primera vegada en un teatre de guerra a les zones controlades pels huthis del Iemen, però el seu ús més massiu va ser per part de les forces terrestres russes durant la invasió russa d'Ucraïna que va començar el 24 de febrer d 2022.

## Projecte
Les ales del Shahed 136 tenen una forma delta característica, als extrems de la qual hi ha dues aletes de placa final útils per millorar la seva eficiència aerodinàmica . El fuselatge central, a la seva part posterior, allotja el motor i l'hèlix de dues pales impulsada per aquest; a la part davantera hi ha l' ogiva explosiva i l'òptica necessària per dur a terme un atac el més precís possible. En total, l'avió fa aproximadament 3,5 metres de llargada, mentre que la seva envergadura arriba als 2,5 metres a la part posterior. Pesa aproximadament 200 kg, dels quals 40 són els explosius transportats, el Shahed 136 és capaç de volar per 2.500 km a una velocitat màxima de 185 km/h. El drone arriba al seu destí mitjançant les coordenades GPS introduïdes abans del llançament i després vola de manera autònoma apuntant cap a un objectiu fix. Volant a molt baixa altitud i a una velocitat relativament alta, és difícil que les defenses antiaèries enemigues ho detectin a temps.
Els Shahed 136 es llancen amb una inclinació inicial de pocs graus respecte al terra i l'enlairament es produeix gràcies a l'empenta auxiliar proporcionada per petits coets que s'alliberen immediatament després del llançament, deixant el motor MD de dos temps i quatre cilindres. com a únic component d'empenta -550 de 37 kW, de fabricació xinesa o iraniana (probable còpia del Limbach L550E alemany, obtingut mitjançant enginyeria inversa ). A causa de la portabilitat de la instal·lació de llançament i la facilitat de muntatge del dron, tota la unitat es pot muntar a la part posterior de qualsevol camió militar o comercial, permetent operacions mòbils d'impacte i fugida, que poden dificultar l'aplicació necessària. contramesures. A més, l'estructura de llançament es va construir per permetre l'enlairament seqüencial de fins a 5 aeronaus, que per tant poden actuar en grup, augmentant les dificultats dels antiaeris enemics. Malgrat això, l'altitud de vol extremadament baixa i el soroll característic els fan fàcilment identificables a ull nu com a objectiu de les armes petites convencionals.

## Especificacions
Característiques:
- Longitud: 3,5 metres (11 peus)
- Envergadura: 2,5 metres (8,2 peus)
- Pes: aproximadament 200 quilograms (440 lliures)
- Velocitat màxima: uns 185 quilòmetres per hora (115 milles per hora)
- Interval: s'estima entre 970–1.500 quilòmetres (600–930 milles) fins a 2.000–2.500 quilòmetres (1.200–1.600 milles)

## Guerra civil iemenita de 2015
Segons el que va informar la revista general nord-americana Newsweek, es van utilitzar 136 drons Shahed en el teatre de la guerra civil iemenita que va esclatar el 2015. Prova d'això són les carcasses de drons trobades a finals del 2020 a la província d'al-Jawf, al nord del Iemen, una zona del país controlada pel moviment rebel Houthi, recolzat per l'Iran.

## Invasió russa d'Ucraïna
El primer testimoni de l'ús d'un Shahed 136 per part de les forces armades russes en territori ucraïnès es va produir el 13 de setembre de 2022, quan es va trobar la carcassa d'un dron d'aquest tipus que portava el seu nom en rus prop de Kupiansk. Segons la intel·ligència britànica, aquestes armes haurien estat utilitzades per l'exèrcit rus ja a l'agost i, en els mesos anteriors, fonts d'intel·ligència nord-americanes i oficials ucraïnesos havien afirmat que l'Iran, tot i negar-ho, havia subministrat a Rússia diversos centenars de drons. inclòs el Shahed 136.
El 2 de setembre de 2022, el comandant en cap de l'Exèrcit dels guàrdies de la revolució islàmica, el general Hossein Salami, va declarar que "algunes grans potències" havien comprat equipament militar iranià i que els seus homes els "estaven entrenant per utilitzar el dispositiu". Tanmateix, Rússia ha afirmat que només utilitza vehicles aeris no tripulats de fabricació nacional, i això pot reflectir la producció d'aquests drons a Rússia. De fet, tot i que es pot suposar que algunes solucions tecnològiques del Shahed 136 s'han incorporat al Geran-2, i malgrat el consens general sobre la identitat entre les dues aeronaus, és possible que, més enllà de la semblança genèrica, les dues els drons no són la mateixa màquina, ja que tenen diferències substancials pel que fa al sistema de conducció. La unitat de control de vol del Shahed 136 es basa en components produïts a l'occident per al mercat civil i utilitza el sistema de navegació GPS dels EUA, mentre que el Geran-2 sembla ser un dron molt més sofisticat equipat amb una unitat de control de fabricació russa. vol i els xips ARM7, per al sistema de navegació GLONASS de grau militar, produïts a partir d'un procés tecnològic de 130 nm que domina els fabricants de xips russos.
A partir de setembre, els Shahed van ser utilitzats repetidament durant la guerra russo-ucraïnesa, exemples dels quals són els atacs a Odessa el 23 de setembre de 2022 i els dos dies següents. El 5 d'octubre següent, es va presenciar el primer atac de dron Shahed 136 a l'oblast de Kíev, en particular a la ciutat de Bila Tserkva, situada aproximadament a 90. km al sud de Kíiv. Finalment, el 13 d'octubre, el Shahed 136 va arribar per primera vegada a la capital d'Ucraïna.
Des dels atacs inicials, el president ucraïnès, Volodímir Zelenski, ha afirmat la "col·laboració de l'Iran amb el mal", i ha reduït les activitats diplomàtiques entre Ucraïna i el país a mesura que continuen els atacs.

## Kurdistan iraquià
Testimonis de l'octubre de 2022 informa que l'Exèrcit dels guàrdies de la revolució islàmica, un cos militar establert a l'Iran després de la Revolució Islàmica de 1979, va utilitzar Shahed 136 en diversos atacs contra les bases del grup separatista kurd al Kurdistan Iraquià.

## Atac de l'Iran a Israel
La nit del 13 al 14 d'abril de 2024, l'Iran va dur a terme un atac massiu de míssils i drons, entre altres armes de llarg abast, el Shahed 136 es va utilitzar per atacar els principals centres civils i militars d'Israel, l'atac va ser interceptat i frustrat pels sistemes d'intercepció de míssils d'Israel, els Estats Units, Jordània, el Regne Unit i França el 14 d'abril de 202.

## Usuaris
Iran
- Exèrcit de la República Islàmica de l'Iran

 Rússia
- Forces terrestres russes

- Houthis

- Front Polisario

## En la cultura
El grup de pop rus Overton Gate (rus: Врата Овертона) va dedicar la cançó Geranium blooms (Цветет герань) de 2022 a Geran-2.